# Saint-Germain-les-Vergnes
 Saint-Germain-les-Vergnes  là một xã thuộc tỉnh Corrèze trong vùng Nouvelle-Aquitaine miền trung Pháp.